# حامول مرجي
حامول مرجي (الاسم العلمي:Cuscuta campestris) هو نوع من النباتات يتبع جنس الحامول من الفصيلة المحمودية.